# Ptycholobium contortum
Ptycholobium contortum är en ärtväxtart som först beskrevs av Nicholas Edward Brown, och fick sitt nu gällande namn av Richard Kenneth Brummitt. Ptycholobium contortum ingår i släktet Ptycholobium och familjen ärtväxter. Inga underarter finns listade i Catalogue of Life.